# 党武街道
党武街道，是中华人民共和国贵州省貴陽市花溪区下辖的一个乡镇级行政单位。
2013年4月25日，贵州省人民政府批复同意撤销党武乡，设置党武镇，镇人民政府驻党武村。
2021年3月11日，撤镇设街道。

## 行政区划
党武街道下辖以下地区：
当阳村、党武村、葵林村、党武龙井村、路寨村、果落村、茅草村、松柏村、龙山村、摆门村、大坝井村、党武下坝村、思丫村、翁岗村、摆牛村、曹家庄村、掌克村和葵花山村。